# Ant

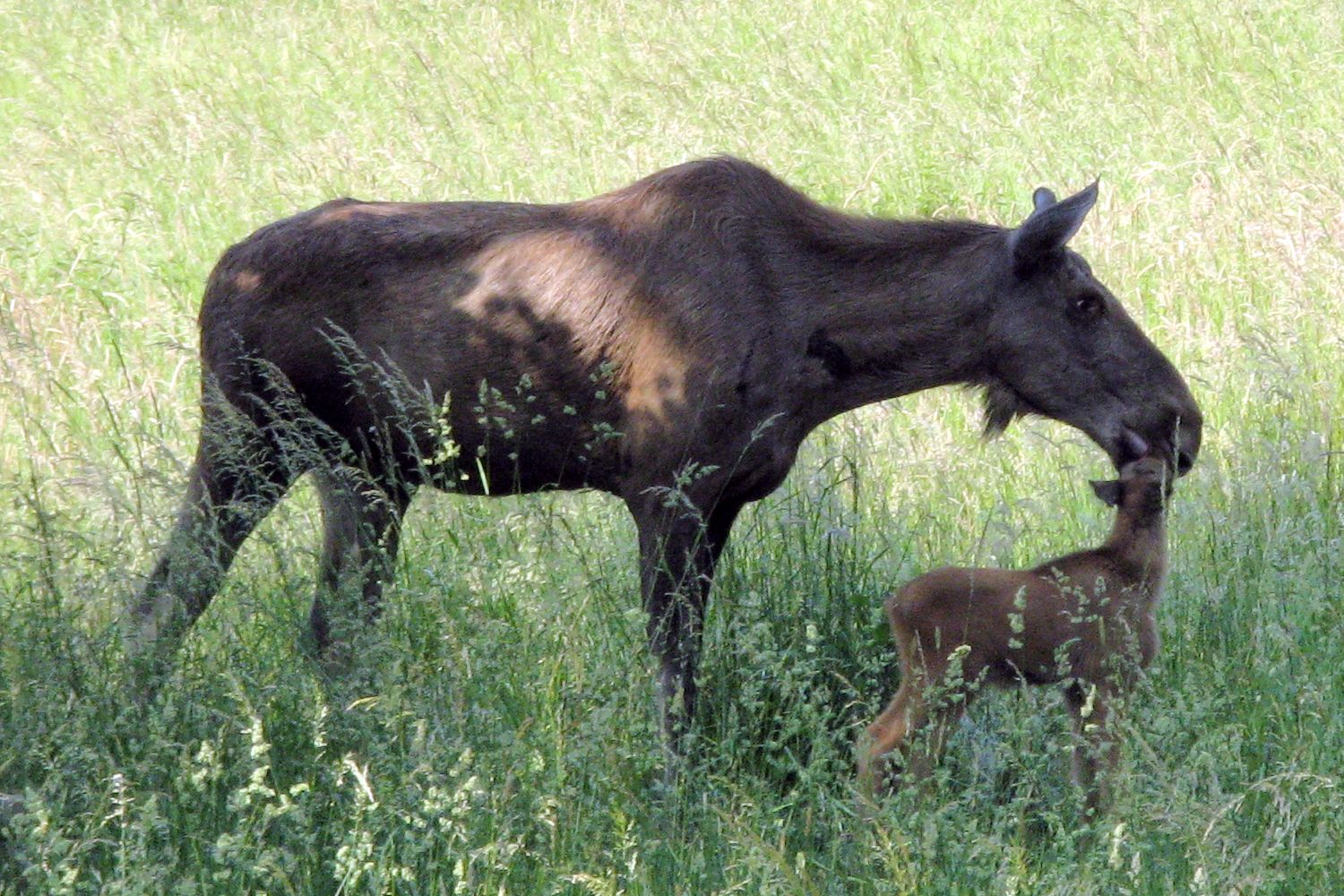
Femella i fill

L'ant (o dant) (Alces alces) és l'espècie vivent de cèrvid més gros. Viu a Nord-amèrica i al nord d'Euràsia. Una de les característiques de l'ant és el banyam dels mascles en forma de palma; altres membres de la família tenen les banyes en forma de brancam. L'ant és una de les espècies més apreciades per a la caça esportiva als Estats Units. A Rússia s'han domesticat per a la producció de carn i llet i també per a utilitzar-los com a animals de tir.

## Hàbitat
L'ant habita comunament els boscos boreals i boscos mixtos caducifolis, també a la taigà de l'hemisferi nord amb zones que varien des del climes temperats al clima subàrtic. Li agraden les zones pantanoses de boscs amb aiguamolls, on sovint pastura dins l'aigua. A Nord-amèrica es poden trobar ants del Canadà i Alaska fins a les muntanyes de Colorado i els boscs del nord-est (Maine, Nou Hampshire, Vermont i l'estat de Nova York) als Estats Units. A Europa i Àsia es localitzen principalment a Escandinàvia, els països bàltics, Polònia, Belarús, el nord d'Ucraïna, República Txeca, Eslovàquia i Sibèria (a Rússia hi viu aproximadament la meitat de la població mundial), on són coneguts sota una diversitat de noms, en idiomes eslaus sovint com a "los".

## Descripció

### Mida i pes

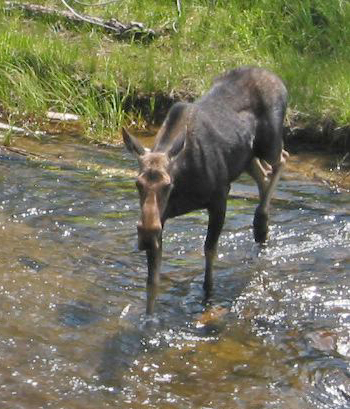
Ant travessant un riu al Parc Nacional de Yellowstone

De mitjana un adult fa 1,5-1,8 m d'alt fins a les espatlles. Els mascles pesen 380-535 kg i les femelles 270-360 kg.

### Banyam
El banyam del mascle neix perpendicularment al mig de crani de l'animal, en forma de forquilla, que a poca distància torna a dividir-se de manera simple, o en alguns casos en dues o tres dents.

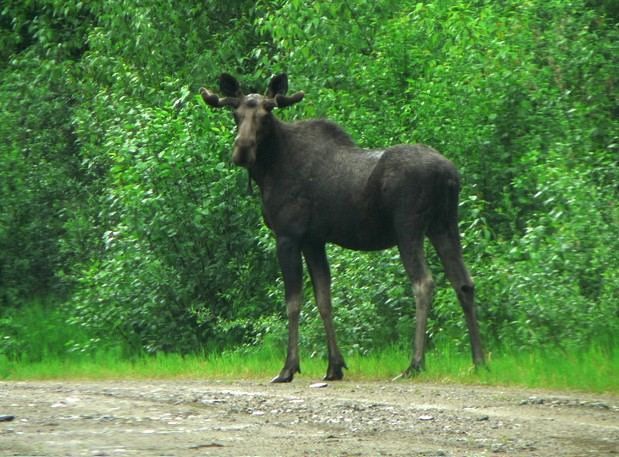
Exemplar adult amb banyes primerenques

El mascle perd el seu banyam després de l'estació d'aparellament, per tal de conservar l'energia per al dur hivern. Un nou banyam torna a créixer a la primavera i triga cosa de cinc mesos a estar completament desenvolupat. Inicialment, les banyes estan recobertes per una capa de pell que caurà quan hagin acabat de créixer.
Si es castra un mascle, sia de manera accidental o químicament, ràpidament perd el banyam i tot d'una li'n comença a créixer un de nou, però en aquest cas deforme i que ja no caurà a l'arribada de l'hivern.

## Comportament
A l'estiu, els ants viuen sols o en grups familiars; a l'hivern, després del període de zel, es repleguen en petits ramats que comprenen de cinc a deu individus. Amb excepció de les migracions temporals —influïdes, sense cap mena de dubte, per les densitats de població i les carreres que emprenen en el moment del zel—, els ants romanen fidels a llurs territoris, que per altra banda no defensen de cap manera. S'alimenten de fulles i dels branquillons tendres d'alguns arbres i arbustos (àlbers, verns, salzes), de plantes aquàtiques i dels brots tendres d'arbres resinosos. Les seves llargues potes els permeten d'atènyer les fulles de les branques altes; per a obtenir els vegetals aquàtics s'enfonsen fins a la meitat en l'aigua i per a pasturar sovint s'agenollen.
El període de zel té lloc de setembre a novembre; la caiguda de les banyes entre novembre i desembre; les cries neixen des de final d'abril fins a primers de juny. Els ants s'orienten sobretot per l'oïda i l'olfacte; la seva vista és bastant feble.

## Depredadors
Els depredadors que tenen des de Nord-amèrica i Euràsia són el llop, l'os bru, l'os polar, l'os negre, el golut, el puma i el tigre siberià; també quan neden al mar, l'orca i el tauró de Groenlàndia són llurs depredadors marins. Quan són cries, són preses del lleopard, el linx i el coiot.